# Römisches Mauerwerk

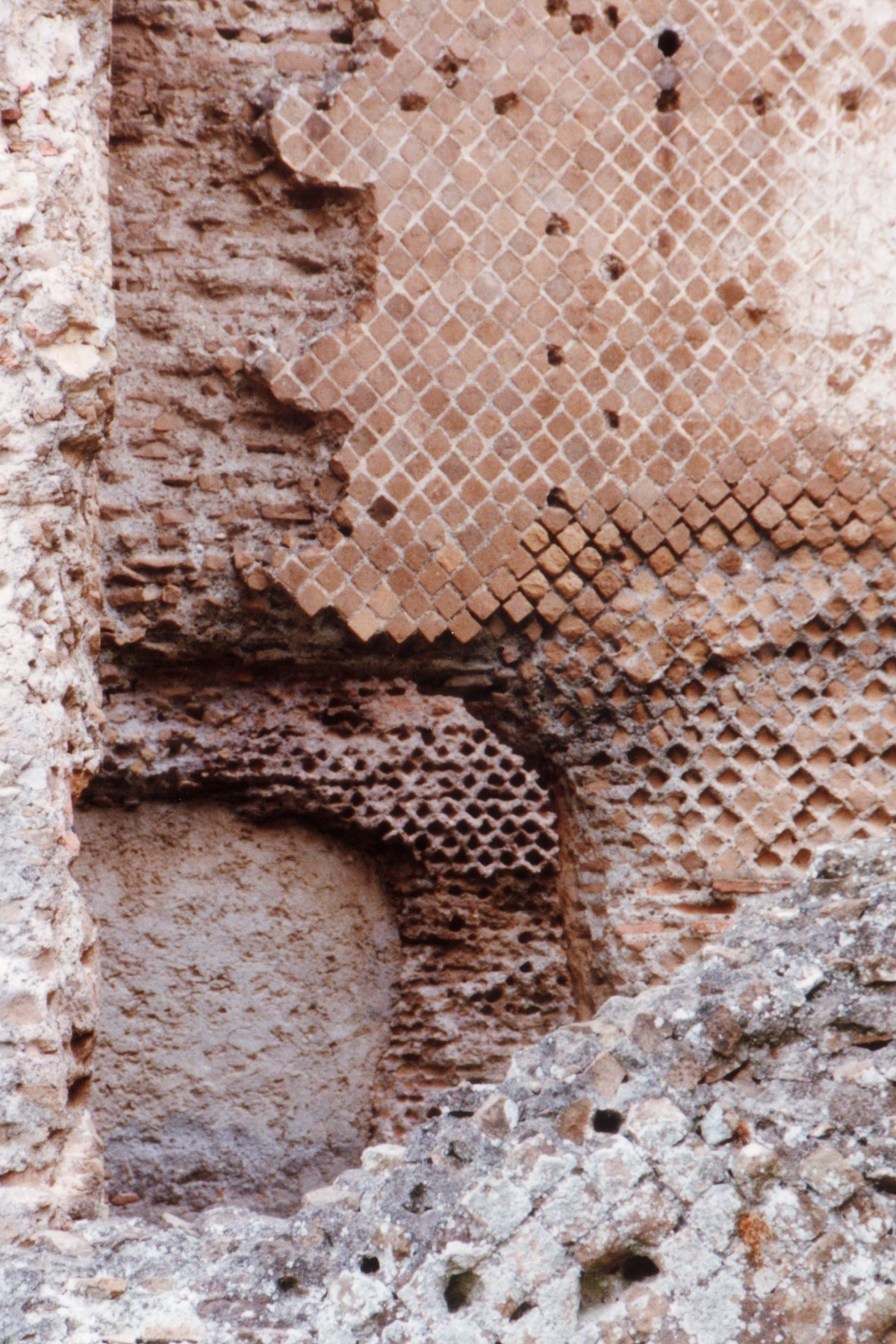
Opus reticulatum

In der römischen Antike wurden viele Techniken zum Bau von Mauern, Fußböden und Decken angewandt. Ein Großteil dieser Techniken wurde sogar neu entwickelt. Im Laufe der Zeit entstanden Mauerwerke wie:
- Opus albarium ist ursprünglich Stuck, der als Unterlage für Temperamalerei diente, später generell eine Weißstuckarbeit.
- Opus caementicium ist eine im 2. Jahrhundert v. Chr. entwickelte betonähnliche Substanz, mit der Guss- bzw. Schalenmauerwerke konstruiert werden konnten.
- Opus incertum (auch opus antiquum) ist ein Gussmauerwerk mit einer aus unregelmäßig geformten und verteilten Bruchsteinen gebildeten Schale.
- Opus implectum ist ein zweischaliges Mauerwerk mit einer äußeren und inneren, sauber aus Quadern gemauerten Schale und dazwischen liegenden Gussmauerwerk.
- Opus listatum oder opus vittatum ist ein Kombinationsmauerwerk. Hierbei wechseln sich über einen Kern aus Gussmauerwerk Schichten aus römischen Ziegeln und schmalen Steinblöcken für die Schalung ab. Einzelne Ziegellagen im Mauerwerk, die durch dieses durchbinden, werden als Ziegeldurchschuss bezeichnet.[1]
- Opus latericium (auch opus testaceum) ist ein Gussmauerwerk mit einer Schale aus einfachen Ziegeln.
- Opus mixtum ist ein Gussmauerwerk, für dessen Schale einfache Ziegellagen mit verschiedenen anderen Techniken wie dem incertum, dem reticulatum oder dem vittatum gemischt wurden.
- Opus quadratum ist ein Mauerwerk aus regelmäßigen, quaderförmigen Steinblöcken.
- Opus reticulatum ist ein seit dem 1. Jahrhundert v. Chr. verwendetes Gussmauerwerk, dessen Schale aus netzförmig und hierfür um 45° gedreht verlegten quadratischen Tuffsteinen gebildet wurde.
- Opus signinum bezeichnet einen wasserdichten Estrich und die einfachste und ursprünglichste Form von römischen Bodenmosaiken.
- Opus spicatum ist ein Mauerwerk, das in Form von Ähren oder Fischgräten gesetzt wird.